# Марсела Мар
Марсела Гардеасабаль Мартінес (16 березня 1979, Богота, Колумбія), відома як Марсела Мар — колумбійська акторка театру і кіно.

## Життєпис
Народилася 16 березня 1979 року в Боготі. Почала вивчати театральне мистецтво у 8 років, коли батьки віддали її до Національного театру Боготи. Марсела Мар здобула широку популярність, граючи у теленовелах. Також працює у театрі та бере участь у кінематографічних проєктах.

## Телебачення
- Чиста кров (2007)
- Чоловік і жінка (1999)